# Carrefour de Lodéon
Pour l’article ayant un titre homophone, voir Carrefour de l'Odéon.
Pour les articles homonymes, voir Lodéon.
Carrefour de Lodéon est une émission musicale produite et animée par Frédéric Lodéon sur France Musique de septembre 2014 à juin 2020. Sa diffusion quotidienne a débuté en 1992 sur France Inter.

## Historique
Le nom de l'émission est un jeu de mots entre le carrefour de l'Odéon à Paris, situé à proximité du théâtre du même nom, et le patronyme de Frédéric Lodéon. Par ce titre, l'émission se veut également une heure de rassemblement (un carrefour est un lieu de rassemblement, volontaire ou non). Cette émission remporte un succès sans précédent dans le domaine de la musique classique, elle a reçu les Lauriers d'Or du Club de l'Audiovisuel en 1999 et a valu à Frédéric Lodéon le Grand Prix du meilleur animateur de radio de l'année 2001, Anima 4, décerné par la Communauté des radios publiques de langue française. L'émission est diffusée du lundi au vendredi de 16 h à 17 h de 1992 à 2014.
Le 5 décembre 2017, France Musique a organisé une soirée anniversaire pour les 25 ans de Carrefour de Lodéon.
L'émission est diffusée du lundi au vendredi de 16 h à 18 h de 2014 à 2019. À partir de septembre 2019, elle est diffusée le dimanche de 14 h à 16 h. Son successeur depuis le 30 août 2020 est l'émission Vous avez dit classique ? Chiche ! présentée par la violiniste Marina Chiche et diffusée à la même heure sur France Musique.

## Réalisation
- Producteur : Frédéric Lodéon
- Chargés de réalisation : Régine Barjou, Agnès Cathou, Jean-Charles Diéval, Sophie Pichon
- Attachée de production : Cécile Bonnet des Claustres

## Générique
L'indicatif musical du générique est tiré de l'ouverture de Guillaume Tell composée par Gioacchino Rossini et interprétée par l'Orchestre de Chambre d'Europe sous la direction de Claudio Abbado.

## Pour approfondir